# Westfield Group
Westfield Corporation Limited (Westfield Group) war ein australisches Unternehmen mit Firmensitz in Sydney, das von 1960 bis 2014 existierte, bis es sich in die Scentre Group und Unibail-Rodamco-Westfield aufspaltete.
Das Unternehmen war im Aktienindex S&P/ASX 50 gelistet.

## Geschichte
Die Westfield Group war als Immobilienunternehmen auf Einkaufszentren spezialisiert. Westfield Group besaß und betrieb Einkaufszentren in Australien, Neuseeland, im Vereinigten Königreich, in Österreich, Deutschland und in den Vereinigten Staaten. Die Einkaufszentren wurden mit der Marke Westfield oder Westfield Shoppingtown beworben.
1960 wurde das Unternehmen in Sydney, Australien, gegründet. 1977 wurde erstmals ein Einkaufszentrum in den Vereinigten Staaten betrieben.
2014 spaltete sich das Unternehmen in die Scentre Group und die Westfield Corporation (heute: Unibail-Rodamco-Westfield) auf. Die Scentre Group übernahm das australische und neuseeländische Immobilienportfolio, das amerikanische und europäische Portfolio wurde von Unibail-Rodamco-Westfield übernommen.

## Auswahl an Einkaufszentren

### Australien
- Westfield Belconnen, Australian Capital Territory
- Westfield Carousel, Western Australia
- Westfield Chatswood, New South Wales
- Westfield Marion, South Australia
- Westfield Miranda, New South Wales
- Westfield Parramatta, New South Wales
- Westfield Sydney, New South Wales
- Knox City Shopping Centre, Victoria
- Pacific Fair Shopping Centre, Queensland

### Neuseeland
- Westfield Albany, Auckland
- Westfield St Lukes
- Westfield Shore City
- Westfield Glenfield
- Westfield Downtown
- Westfield Manukau City
- Westfield Pakuranga
- Westfield Riccarton, Christchurch
- Westfield Chartwell, Hamilton
- Westfield Queensgate, Wellington

### Europa

#### Vereinigtes Königreich
- Westfield Bradford, Bradford
- Westfield Broadmarsh, Nottingham
- Westfield Derby, Derby
- Westfield London, Shepherd’s Bush, West London
- Westfield Merry Hill, Dudley
- Westfield Royal Victoria Place, Tunbridge Wells
- Westfield Stratford City, East London

#### Österreich
- Westfield Shopping City Süd, Vösendorf
- Westfield Donau Zentrum, Wien

#### Deutschland
- Centro Oberhausen
- Westfield Ruhr Park Bochum
- Palais Vest Recklinghausen
- Gropius Passagen Berlin
- Höfe am Brühl Leipzig
- Westfield Hamburg Überseequartier

#### Slowakei
- Westfield Aupark Bratislava

#### Frankreich
- Forum des Halles Paris
- Westfield Les 4 Temps, Paris La Défense
- Westfield Euralille Lille

## Sponsoring
Das Unternehmen war Sponsor der australischen Frauenliga (W-League) und Frauen-Nationalmannschaft („Westfield-Matildas“).